# Borów (wieś w powiecie łowickim)
Borów – wieś w Polsce położona w województwie łódzkim, w powiecie łowickim, w gminie Bielawy.
| SIMC    | Nazwa       | Rodzaj    |
| ------- | ----------- | --------- |
| 0724146 | Feliksów    | część wsi |
| 0724152 | Nowy Borów  | część wsi |
| 0724169 | Parcela     | część wsi |
| 0724175 | Stary Borów | część wsi |

W latach 1954–1961 wieś należała i była siedzibą władz gromady Borów, po jej zniesieniu w gromadzie Emilianów. W latach 1975–1998 miejscowość należała administracyjnie do województwa skierniewickiego.
W Borowie znajduje się dwór braci Grabskich z początku XX wieku oraz pomnik Władysława Grabskiego – dwukrotnego premiera Polski, który właśnie tutaj się urodził. Również Stanisław Grabski urodził się w Borowie.

## Zabytki
Według rejestru zabytków Narodowego Instytutu Dziedzictwa na listę zabytków wpisane są obiekty:
- zespół dworski, 2 poł. XIX, XX:
  - dwór, nr rej.: 522 z 27.12.1979
  - park, nr rej.: 475 z 16.09.1978